# Liste der Nummer-eins-Hits in den Niederlanden (2010)
Dies ist eine Liste der Nummer-eins-Hits in den Niederlanden im Jahr 2010. Sie basiert auf den Nederlandse-Top-40-Singlecharts von Radio 538 und den von der GfK ermittelten Dutch Album Top 100.
In diesem Jahr gab es 10 Nummer-eins-Singles und 13 Nummer-eins-Alben.

## Singles
| ← 2009 ← | Liste der Nummer-eins-Hits in den Niederlanden | Liste der Nummer-eins-Hits in den Niederlanden | Liste der Nummer-eins-Hits in den Niederlanden                                                                           | 2011 →                    |
| \| Zeitraum \| Wo. ges. \| Interpret \| Titel Autor(en) \| Zusätzliche Informationen \| \| (Zeitraum, Wochen auf Platz eins, Interpret, Titel, Autor[en], zusätzliche Informationen) \| \| \| \| \| \| ----------------------------------------------------------------------------------------- \| -------- \| ----------------------------- \| ------------------------------------------------------------------------------------------------------------------------ \| ------------------------- \| \| 26. Dezember 2009 – 5. März 2010 10 Wochen \| 10 \| Owl City \| Fireflies Adam R. Young \| – \| \| 6. März 2010 – 23. April 2010 7 Wochen \| 7 \| Train \| Hey, Soul Sister Amund Ivarsson Björklund, Patrick T. Monahan, Espen Lind \| – \| \| 24. April 2010 – 7. Mai 2010 2 Wochen \| 2 \| B.o.B feat. Bruno Mars \| Nothin’ on You Philip Martin Lawrence II, Ari Levine, Peter Gene Hernandez, Bobby Ray Simmons Jr. \| – \| \| 8. Mai 2010 – 2. Juli 2010 8 Wochen \| 8 \| Stromae \| Alors on danse Paul Van Haver \| – \| \| 3. Juli 2010 – 27. August 2010 8 Wochen \| 8 \| Yolanda Be Cool vs. DCUP \| We No Speak Americano! Musik: Renato Carosone; Text: Nicola Salerno \| – \| \| 28. August 2010 – 3. September 2010 1 Woche \| 1 \| Travie McCoy feat. Bruno Mars \| Billionaire Travis L. McCoy, Philip Martin Lawrence II, Ari Levine, Peter Gene Hernandez \| – \| \| 4. September 2010 – 17. September 2010 2 Wochen \| 2 \| Swedish House Mafia \| One Allen George, Fred Craig McFarlane \| – \| \| 18. September 2010 – 8. Oktober 2010 3 Wochen \| 3 \| CeeLo Green \| F**k You! Thomas Decarlo Callaway, Philip Martin Lawrence II, Ari Levine, Peter Gene Hernandez, Christopher Steven Brown \| – \| \| 9. Oktober 2010 – 15. Oktober 2010 1 Woche \| 1 \| Mohombi \| Bumpy Ride Nadir Khayat, Bilal Hajji, Mohombi Nzasi Moupondo, Achraf Jannusi \| – \| \| 16. Oktober 2010 – 31. Dezember 2010 11 Wochen \| 11 \| Bruno Mars \| Just the Way You Are Khari Cain, Peter Gene Hernandez, Philip Martin Lawrence II, Ari Levine, Khalil Walton \| – \| |                                                |                                                | |                           |
| ← 2009 |                                                |                                                | | → 2011 →                  |
| Zeitraum | Wo. ges.                                       | Interpret                                      | Titel Autor(en) | Zusätzliche Informationen |
| (Zeitraum, Wochen auf Platz eins, Interpret, Titel, Autor[en], zusätzliche Informationen) |                                                |                                                | |                           |
| 26. Dezember 2009 – 5. März 2010 10 Wochen | 10                                             | Owl City                                       | Fireflies Adam R. Young                                                                                                  | –                         |
| 6. März 2010 – 23. April 2010 7 Wochen | 7                                              | Train                                          | Hey, Soul Sister Amund Ivarsson Björklund, Patrick T. Monahan, Espen Lind                                                | –                         |
| 24. April 2010 – 7. Mai 2010 2 Wochen | 2                                              | B.o.B feat. Bruno Mars                         | Nothin’ on You Philip Martin Lawrence II, Ari Levine, Peter Gene Hernandez, Bobby Ray Simmons Jr.                        | –                         |
| 8. Mai 2010 – 2. Juli 2010 8 Wochen | 8                                              | Stromae                                        | Alors on danse Paul Van Haver                                                                                            | –                         |
| 3. Juli 2010 – 27. August 2010 8 Wochen | 8                                              | Yolanda Be Cool vs. DCUP                       | We No Speak Americano! Musik: Renato Carosone; Text: Nicola Salerno                                                      | –                         |
| 28. August 2010 – 3. September 2010 1 Woche | 1                                              | Travie McCoy feat. Bruno Mars                  | Billionaire Travis L. McCoy, Philip Martin Lawrence II, Ari Levine, Peter Gene Hernandez                                 | –                         |
| 4. September 2010 – 17. September 2010 2 Wochen | 2                                              | Swedish House Mafia                            | One Allen George, Fred Craig McFarlane                                                                                   | –                         |
| 18. September 2010 – 8. Oktober 2010 3 Wochen | 3                                              | CeeLo Green                                    | F**k You! Thomas Decarlo Callaway, Philip Martin Lawrence II, Ari Levine, Peter Gene Hernandez, Christopher Steven Brown | –                         |
| 9. Oktober 2010 – 15. Oktober 2010 1 Woche | 1                                              | Mohombi                                        | Bumpy Ride Nadir Khayat, Bilal Hajji, Mohombi Nzasi Moupondo, Achraf Jannusi                                             | –                         |
| 16. Oktober 2010 – 31. Dezember 2010 11 Wochen | 11                                             | Bruno Mars                                     | Just the Way You Are Khari Cain, Peter Gene Hernandez, Philip Martin Lawrence II, Ari Levine, Khalil Walton              | –                         |

## Alben
| ← 2009 ← | Liste der Nummer-eins-Hits in den Niederlanden | Liste der Nummer-eins-Hits in den Niederlanden | Liste der Nummer-eins-Hits in den Niederlanden | 2011 →                    |
| \| Zeitraum \| Wo. ges. \| Interpret \| Titel \| Zusätzliche Informationen \| \| (Zeitraum, Wochen auf Platz eins, Interpret, Titel, zusätzliche Informationen) \| \| \| \| \| \| ------------------------------------------------------------------------------ \| -------- \| --------------- \| ------------------------------------------ \| ------------------------- \| \| 26. Dezember 2009 – 15. Januar 2010 3 Wochen \| 3 \| Susan Boyle \| I Dreamed a Dream \| – \| \| 16. Januar 2010 – 22. Januar 2010 1 Woche (insgesamt 6) \| 6 \| K3 \| MaMaSé! \| – \| \| 23. Januar 2010 – 29. Januar 2010 1 Woche \| 1 \| Jurk! \| Avondjurk \| – \| \| 30. Januar 2010 – 5. Februar 2010 1 Woche (insgesamt 6) \| 6 \| K3 \| MaMaSé! \| – \| \| 6. Februar 2010 – 2. April 2010 8 Wochen (insgesamt 30) \| 30 \| Caro Emerald \| Deleted Scenes from the Cutting Room Floor \| – \| \| 3. April 2010 – 9. April 2010 1 Woche \| 1 \| Jan Smit \| Leef \| – \| \| 10. April 2010 – 4. Juni 2010 8 Wochen (insgesamt 30) \| 30 \| Caro Emerald \| Deleted Scenes from the Cutting Room Floor \| – \| \| 5. Juni 2010 – 11. Juni 2010 1 Woche \| 1 \| Alain Clark \| Colorblind \| – \| \| 12. Juni 2010 – 3. September 2010 12 Wochen (insgesamt 30) \| 30 \| Caro Emerald \| Deleted Scenes from the Cutting Room Floor \| – \| \| 4. September 2010 – 17. September 2010 2 Wochen \| 2 \| Ilse DeLange \| Next to Me \| – \| \| 18. September 2010 – 8. Oktober 2010 3 Wochen \| 3 \| Phil Collins \| Going Back \| – \| \| 9. Oktober 2010 – 5. November 2010 4 Wochen \| 4 \| Nick & Simon \| Fier \| – \| \| 6. November 2010 – 12. November 2010 1 Woche \| 1 \| Jamiroquai \| Rock Dust Light Star \| – \| \| 13. November 2010 – 19. November 2010 1 Woche \| 1 \| Susan Boyle \| The Gift \| – \| \| 20. November 2010 – 26. November 2010 1 Woche (insgesamt 30) \| 30 \| Caro Emerald \| Deleted Scenes from the Cutting Room Floor \| – \| \| 27. November 2010 – 17. Dezember 2010 3 Wochen (insgesamt 5) \| 5 \| Marco Borsato \| Dromen durven delen \| – \| \| 18. Dezember 2010 – 24. Dezember 2010 1 Woche \| 1 \| Michael Jackson \| Michael \| – \| \| 25. Dezember 2010 – 31. Dezember 2010 1 Woche (insgesamt 5) \| 5 \| Marco Borsato \| Dromen durven delen \| – \| |                                                |                                                |                                                |                           |
| ← 2009 |                                                |                                                |                                                | → 2011 →                  |
| Zeitraum | Wo. ges.                                       | Interpret                                      | Titel                                          | Zusätzliche Informationen |
| (Zeitraum, Wochen auf Platz eins, Interpret, Titel, zusätzliche Informationen) |                                                |                                                |                                                |                           |
| 26. Dezember 2009 – 15. Januar 2010 3 Wochen | 3                                              | Susan Boyle                                    | I Dreamed a Dream                              | –                         |
| 16. Januar 2010 – 22. Januar 2010 1 Woche (insgesamt 6) | 6                                              | K3                                             | MaMaSé!                                        | –                         |
| 23. Januar 2010 – 29. Januar 2010 1 Woche | 1                                              | Jurk!                                          | Avondjurk                                      | –                         |
| 30. Januar 2010 – 5. Februar 2010 1 Woche (insgesamt 6) | 6                                              | K3                                             | MaMaSé!                                        | –                         |
| 6. Februar 2010 – 2. April 2010 8 Wochen (insgesamt 30) | 30                                             | Caro Emerald                                   | Deleted Scenes from the Cutting Room Floor     | –                         |
| 3. April 2010 – 9. April 2010 1 Woche | 1                                              | Jan Smit                                       | Leef                                           | –                         |
| 10. April 2010 – 4. Juni 2010 8 Wochen (insgesamt 30) | 30                                             | Caro Emerald                                   | Deleted Scenes from the Cutting Room Floor     | –                         |
| 5. Juni 2010 – 11. Juni 2010 1 Woche | 1                                              | Alain Clark                                    | Colorblind                                     | –                         |
| 12. Juni 2010 – 3. September 2010 12 Wochen (insgesamt 30) | 30                                             | Caro Emerald                                   | Deleted Scenes from the Cutting Room Floor     | –                         |
| 4. September 2010 – 17. September 2010 2 Wochen | 2                                              | Ilse DeLange                                   | Next to Me                                     | –                         |
| 18. September 2010 – 8. Oktober 2010 3 Wochen | 3                                              | Phil Collins                                   | Going Back                                     | –                         |
| 9. Oktober 2010 – 5. November 2010 4 Wochen | 4                                              | Nick & Simon                                   | Fier                                           | –                         |
| 6. November 2010 – 12. November 2010 1 Woche | 1                                              | Jamiroquai                                     | Rock Dust Light Star                           | –                         |
| 13. November 2010 – 19. November 2010 1 Woche | 1                                              | Susan Boyle                                    | The Gift                                       | –                         |
| 20. November 2010 – 26. November 2010 1 Woche (insgesamt 30) | 30                                             | Caro Emerald                                   | Deleted Scenes from the Cutting Room Floor     | –                         |
| 27. November 2010 – 17. Dezember 2010 3 Wochen (insgesamt 5) | 5                                              | Marco Borsato                                  | Dromen durven delen                            | –                         |
| 18. Dezember 2010 – 24. Dezember 2010 1 Woche | 1                                              | Michael Jackson                                | Michael                                        | –                         |
| 25. Dezember 2010 – 31. Dezember 2010 1 Woche (insgesamt 5) | 5                                              | Marco Borsato                                  | Dromen durven delen                            | –                         |

## Jahreshitparaden
| ← 2009 ← | Liste der Nummer-eins-Hits in den Niederlanden | Liste der Nummer-eins-Hits in den Niederlanden          | Liste der Nummer-eins-Hits in den Niederlanden | 2011 →   |
| \| Singles \| Position# \| Alben \| \| --------------------------------------------------------------------------------------------------------------------------------------------------------------------------------- \| --------- \| ------------------------------------------------------- \| \| Hey, Soul Sister Train Amund Ivarsson Björklund, Patrick T. Monahan, Espen Lind \| 1 \| Deleted Scenes from the Cutting Room Floor Caro Emerald \| \| Fight for This Love Cheryl Cole Wayne Andrew Wilkins, Steve Kipner, Andre Darrell Merritt \| 2 \| Dromen durven delen Marco Borsato \| \| Heartbreak Warfare John Mayer John Clayton Mayer \| 3 \| Fier Nick & Simon \| \| Memories David Guetta feat. Kid Cudi David Guetta, Frederic Jean Riesterer, Scott Ramon Seguro Mescudi \| 4 \| MaMaSé! K3 \| \| A Night Like This Caro Emerald David Christiaan Schreurs, Jan P. K. van Wieringen, Vincent Paul Degiorgio \| 5 \| Leef Jan Smit \| \| Alors on danse Stromae Paul Van Haver \| 6 \| Strike! The Baseballs \| \| Bromance (Avicii Remix) Tim Berg Tim Bergling \| 7 \| Battle Studies John Mayer \| \| DJ Got Us Fallin’ in Love Usher feat. Pitbull Armando Christian Perez, Savan Harish Kotecha, Johan Karl Schuster, Max Martin \| 8 \| Crazy Love Michael Bublé \| \| Club Can’t Handle Me Flo Rida feat. David Guetta Tramar Dillard, David Guetta, Michael Caren, Kasia Livingston, Carmen Michelle Key, Frédéric Jean Riesterer, Giorgio H. Tuinfort \| 9 \| I Dreamed a Dream Susan Boyle \| \| California Gurls Katy Perry feat. Snoop Dogg Katy Perry, Lukasz Gottwald, Max Martin, Benjamin Joseph Levin, Bonnie Leigh McKee, Cordozar Calvin Broadus \| 10 \| The Fame Monster Lady Gaga \| |                                                |                                                         |                                                |          |
| ← 2009 |                                                |                                                         |                                                | → 2011 → |
| Singles | Position#                                      | Alben                                                   |                                                |          |
| Hey, Soul Sister Train Amund Ivarsson Björklund, Patrick T. Monahan, Espen Lind | 1                                              | Deleted Scenes from the Cutting Room Floor Caro Emerald |                                                |          |
| Fight for This Love Cheryl Cole Wayne Andrew Wilkins, Steve Kipner, Andre Darrell Merritt | 2                                              | Dromen durven delen Marco Borsato                       |                                                |          |
| Heartbreak Warfare John Mayer John Clayton Mayer | 3                                              | Fier Nick & Simon                                       |                                                |          |
| Memories David Guetta feat. Kid Cudi David Guetta, Frederic Jean Riesterer, Scott Ramon Seguro Mescudi | 4                                              | MaMaSé! K3                                              |                                                |          |
| A Night Like This Caro Emerald David Christiaan Schreurs, Jan P. K. van Wieringen, Vincent Paul Degiorgio | 5                                              | Leef Jan Smit                                           |                                                |          |
| Alors on danse Stromae Paul Van Haver | 6                                              | Strike! The Baseballs                                   |                                                |          |
| Bromance (Avicii Remix) Tim Berg Tim Bergling | 7                                              | Battle Studies John Mayer                               |                                                |          |
| DJ Got Us Fallin’ in Love Usher feat. Pitbull Armando Christian Perez, Savan Harish Kotecha, Johan Karl Schuster, Max Martin | 8                                              | Crazy Love Michael Bublé                                |                                                |          |
| Club Can’t Handle Me Flo Rida feat. David Guetta Tramar Dillard, David Guetta, Michael Caren, Kasia Livingston, Carmen Michelle Key, Frédéric Jean Riesterer, Giorgio H. Tuinfort | 9                                              | I Dreamed a Dream Susan Boyle                           |                                                |          |
| California Gurls Katy Perry feat. Snoop Dogg Katy Perry, Lukasz Gottwald, Max Martin, Benjamin Joseph Levin, Bonnie Leigh McKee, Cordozar Calvin Broadus | 10                                             | The Fame Monster Lady Gaga                              |                                                |          |